# Barbara Popović
Barbara Popović (Macedonisch: Барбара Поповиќ, [ˈbarbɐrɐ ˈpɔpovic]) (Skopje, 16 augustus 2000) is een zangeres uit Noord-Macedonië.
Barbara vertegenwoordigde haar land op het Junior Eurovisiesongfestival 2013 in Kiev. Na een jaar afwezig te zijn, besloot de MRT terug te keren op het Junior Eurovisiesongfestival. Omdat de bevestiging van hun deelname nogal laat was, en er geen tijd meer was om een nationale finale te organiseren, koos de omroep hun kandidaat intern. Het liedje waarmee Barbara Macedonië vertegenwoordigde heet Ohrid i muzika. Ze eindigde op het Junior Eurovisiesongfestival op de laatste plaats.